# Elz (Lahn)
Pour l’article homonyme, voir Elz.
Elz est une municipalité allemande située dans l'arrondissement de Limbourg-Weilbourg et dans le land de la Hesse.

## Jumelage
- Waldmünchen (Allemagne) depuis 2006[1]